# Frydman
Frydman is een plaats in het Poolse district Nowotarski, woiwodschap Klein-Polen. De plaats maakt deel uit van de gemeente Łapsze Niżne en telt 1600 inwoners.